# Golden Beach (Florida)
Golden Beach és una població dels Estats Units a l'estat de Florida. Segons el cens del 2000 tenia 909 habitants.

## Demografia
Segons el cens del 2000, Golden Beach tenia 919 habitants, 282 habitatges, i 234 famílies. La densitat de població era de 1.043,6 habitants/km².
Dels 282 habitatges en un 49,3% hi vivien nens de menys de 18 anys, en un 72,3% hi vivien parelles casades, en un 8,5% dones solteres, i en un 17% no eren unitats familiars. En el 13,8% dels habitatges hi vivien persones soles el 8,2% de les quals corresponia a persones de 65 anys o més que vivien soles. El nombre mitjà de persones vivint en cada habitatge era de 3,26 i el nombre mitjà de persones que vivien en cada família era de 3,55.
Per edats la població es repartia de la següent manera: un 34,6% tenia menys de 18 anys, un 3,5% entre 18 i 24, un 24,5% entre 25 i 44, un 26,2% de 45 a 60 i un 11,2% 65 anys o més.
L'edat mediana era de 39 anys. Per cada 100 dones de 18 o més anys hi havia 85,5 homes.
La renda mediana per habitatge era de 136.686 $ i la renda mediana per família de 141.557 $. Els homes tenien una renda mediana de 81.193 $ mentre que les dones 58.750 $. La renda per capita de la població era de 73.053 $. Entorn del 4,7% de les famílies i el 0% de la població estaven per davall del llindar de pobresa.

## Poblacions més properes
El següent diagrama mostra les poblacions més properes.